# کیو چوجی
کیو چوجی (Qiu Chuji)‏ (۱۰ فوریه ۱۱۴۸ تا ۲۱ اوت ۱۲۲۷ میلادی)، که با نام تائویی خود استاد چانگچون (Master Changchun) نیز شناخته می‌شود، یکی از مریدان تائوئیست «ونگ چونگیانگ» بود. او به دلیل ملاقاتش با چنگیزخان نزدیک هندوکش شناخته می‌شود.
کیو یکی از هفت دائوئیست شمال بود. او مؤسس بخش درگون گیت از تائوئیسم بود که موجب جذب جریاناتی از سنن جاری از بخش‌های مریدان شد.

## تاریخچه
چنگیزخان در ۱۲۱۹ میلادی چانگچون را برای ملاقات با او در نامه‌ای به تاریخ ۱۵ مه ۱۲۱۹ میلادی همراه با جوایزی دعوت کرد. جانگچون منزلش را در شاندونگ در فوریه ۱۲۲۰ میلادی ترک کرده و به پکن سفر نمود. او که فهمیده بود چنگیز به سمت غرب رفته‌است، زمستان را در آنجا سپری نمود. در فوریه ۱۲۲۱ میلادی، چانگچون آنجا را ترک کرده و از مغولستان گذر کرد تا به اردوی برادر جوانتر چنگیز، اوچیگین نزدیک دریاچهٔ بویور در کرولن، همان حوضه رودخانه کرلن فوقانی-آمور امروزین برود. از آنجا به سمت جنوب غربی و به سمت بالای کرولن سفر کرده و از ناحیهٔ قره‌قروم در قسمت شمال-مرکزی مغولستان گذر کرده و به کوه‌های آلتای رسیده و احتمالاً از نزدیکی اولیاستی کنونی عبور کرد. پس از عبور از آلتای با بیشبالیگ، اورومچی امروزین دیدن کرده و در طول بخش شمالی سلسله جبال تین شان به سمت دریاچه سوتکول، سیرام امروزین، آلمالیق (یا شهر قولجه) و دره غنی رود ایلی حرکت کرد.
چانگچون از آنجا گذر کرده و به بلاساغون و رودخانه چو حرکت کرد و از رودخانه طراز و منطقه تاشکند عبور کرده و سپس از سیردریا به سمرقند رفت که به مدت چند ماه در آنجا توقف نمود. در نهایت از طریق «دروازه‌های آهنین ترمیت» و روی آمودریا سفر کرده و از راه بلخ و افغانستان شمالی به اردوی چنگیز در شمال هندوکش رسید.
چانگچون برای ارضای علاقه‌مندی‌های چنگیزخان در رابطه با «سنگ جادو» و رازهای پزشکی مرتبط با نامیرایی دعوت شده بود. او فلسفه تائوئیست و طرق مختلف طول عمر را توضیح داده و در گفتن این که هیچ رازی برای پزشکی وجود ندارد صادق بود. این دو، ۱۲ مکالمه عمیق داشتند. چنگیزخان او را با عنوان سن نین تکریم نمود. همچنین چنگیزخان چانگچون را مسئول تمامی افارد مذهبی در امپراطوری نمود. مکالمه آن‌ها در کتاب «خوان فنگ کینگ هوی لو» ثبت شده‌است.
ناحیه ینیسئی جامعه بافندگان با اصالت چینی داشت و سمرقند و مغولستان بیرونی هردو صنعت‌کارانی با منشأ چینی داشتند که چانگچون آن‌ها را دید. پس از فتح آسیای مرکزی توسط چنگیزخان مغول، خارجی‌ها به عنوان مدیران و همکاران مدیر با چینی‌ها و «قارا-خیتای» ها (خیتان‌ها) باغ‌ها و دشت‌های سمرقند انتخاب شدند و به عنوان یک امر الزامی برسر مسلمانان گماشته شدند، چرا که مسلمانان اجازه مدیریت بدون آن‌ها را نداشتند.
چانگچون پس از بازگشت به خانه به‌طور گسترده مسیر خارجی خویش را دنبال کرده و انحرافاتی را از مسیرش داشت، همچون انحرافی که برای بازدید از هوهوت داشت. او تا پایان ژانویهٔ ۱۲۲۴ میلادی به پکن بازگشت. از روایت سفر اکتشافاتی‌اش با عنوان «سفرها به غرب کیو چانگ چون» که توسط شاگردش «لی ژیچانگ» نوشته شده‌است، برخی از رنگارنگ‌ترین تصاویری که تا بحال از طبیعت و انسان بین دیوار بزرگ چین و کابل، بین آرال و دریای زرد کشیده شده‌است را می‌توان استخراج نمود.

## ارجاعات
1. ↑  Li Chih-Ch'ang (16 April 2013). The Travels of an Alchemist - The Journey of the Taoist Ch'ang-Ch'un from China to the Hindukush at the Summons of Chingiz Khan. Read Books Limited. ISBN 978-1-4465-4763-2.
2. ↑  E. Bretschneider (15 October 2013). Mediaeval Researches from Eastern Asiatic Sources: Fragments Towards the Knowledge of the Geography and History of Central and Western Asia from the 13th to the 17th Century. Routledge. pp. 35–. ISBN 978-1-136-38021-1.
3. ↑  De Hartog, Leo (1989). Genghis Khan - Conqueror of the World. Great Britain, Padstow, Cornwall: Tauris Parke Paperbacks. pp. 124–127. ISBN 978-1-86064-972-1. Archived from the original on 2016-10-01. Retrieved 2019-12-18.
4. ↑  "Quanzhen Tradition". British Taoist Association. Archived from the original on 2009-11-29.
5. ↑  Li, Chi Ch'ang. "1220 - 1223: The Travels of Ch'ang Ch'un to the West".
6. ↑  Morris Rossabi (28 November 2014). From Yuan to Modern China and Mongolia: The Writings of Morris Rossabi. BRILL. pp. 425–. ISBN 978-90-04-28529-3.
7. ↑  (Chinese) 胡刃, "成吉思汗与丘处机" 北方新报(呼和浩特) 2014-10-20
8. ↑  Holmes Welch (1966). Taoism: the parting of the way (revised ed.). Beacon Press. p. 154. ISBN 0-8070-5973-0. Retrieved 2011-11-28. The Sung was succeeded by the dynasty of the Mongol invaders, or the Yuan. The Yuan saw the zenith of Taoist political fortunes. In 1219 Chingiz Khan, who was at that time in the west, summoned the Taoist monk Ch'ang Ch'un to come and preach to him. Ch'ang Ch'un had succeeded Wang Che as head of the Northern School in 1170; he was now seventy-one years old. Four years later, after a tremendous journey across Central Asia, he reached Imperial headquarters in Afghanistan. When he arrived, he lectured Chingiz on the art of nourishing the vital spirit. "To take medicine for a thousand years," he said, "does less good than to be alone for a single night." Such forthright injunctions to subdue the flesh pleased the great conqueror, who wrote Ch'ang Ch'un after his return to China, asking that he "recite scriptures on my behalf and pray for my longevity." In 1227 Chingiz decreed that all priests and persons of religion in his empire were to be under Ch'ang Chun's control and that his jurisdiction over the Taoist community was to be absolute. On paper, at least, no Taoist before or since has ever had such power. It did not last long, for both Chingiz and Ch'ang died that same year (1227).
9. ↑  Daniel P. Reid (1989). The Tao of health, sex, and longevity: a modern practical guide to the ancient way (illustrated ed.). Simon and Schuster. p. 46. ISBN 0-671-64811-X. Retrieved 2011-11-28. Chang Chun: The greatest living adept of Tao when Genghis Khan conquered China; the Great Khan summoned him to his field headquarters in AFghanistan in AD 1219 and was so pleased with his discourse that he appointed him head of all religious life in China.
10. ↑  Joe Hung (June 23, 2008). "Seven 'All True' Greats VII". The China Post. Retrieved September 29, 2011.
11. ↑  Jacques Gernet (31 May 1996). A History of Chinese Civilization. Cambridge University Press. pp. 377–. ISBN 978-0-521-49781-7.
12. ↑  E.J.W. Gibb memorial series. 1928. p. 451.
13. ↑  "The Travels of Ch'ang Ch'un to the West, 1220-1223 recorded by his disciple Li Chi Ch'ang". Mediæval Researches from Eastern Asiatic Sources. E. Bretschneider. Barnes & Noble. 1888. pp. 37–108.{{cite book}}:  نگهداری CS1: سایر موارد (link)
14. ↑  BUELL, PAUL D. (1979). "Sino-Khitan Administration in Mongol Bukhara". Journal of Asian History. Harrassowitz Verlag. 13 (2): 135–8. JSTOR 41930343.